# Spiel dein Spiel
Spiel dein Spiel (Originaltitel: Play It as It Lays) ist ein 1970 erschienener Roman der US-amerikanischen Schriftstellerin und Journalistin Joan Didion. Wie in ihren Essaybänden Slouching Towards Bethlehem (1968) und The White Album (1979) thematisiert Didion in diesem Roman den wurzellosen, konsumorientierten Lifestyle, den Kalifornien mit vorangetrieben hat. Der Roman gilt heute als ein Klassiker der amerikanischen Literatur. Das US-amerikanische Magazin Time wählte den Roman auf ihre Auswahl der besten englischsprachigen Romane von 1923 bis 2005. Die britische Zeitung The Guardian nahm ihn in die Liste der 1000 Romane auf, die jeder gelesen haben muss.

## Handlung
Der Roman beginnt mit einem inneren Monolog der 30-jährigen Maria (ausgesprochen Mar-eye-a) Wyeth, gefolgt von kurzen Rückerinnerungen ihrer Freundin Helene und ihrem ehemaligen Ehemann, dem Regisseur Carter Lang. Die weitere Handlung ist aus der Erzählperspektive eines allwissenden Erzählers berichtet.
Maria Wyeth ist eine weitgehend erfolglos gebliebene Schauspielerin, die sich in Kalifornien in einer exklusiven neuropsychiatrischen Klinik von einem mentalen Zusammenbruch erholt. Es wird angedeutet, dass der Zusammenbruch mit dem Selbstmord eines befreundeten Filmproduzenten in Zusammenhang steht, der im Roman „BZ“ genannt wird. Die Abkürzung BZ steht gleichzeitig für Benzodiazepin, einem Tranquilizer mit hohem Abhängigkeitspotential.
Nach und nach kristallisiert sich die Lebensgeschichte von Maria Wyeth heraus. Sie wuchs in der kleinen Stadt Silver Wells im US-Bundesstaat Nevada auf, ihr Vater war ein rücksichtsloser Spieler, ihre Mutter neurotisch. Nachdem Wyeth ihre Schule abgeschlossen hatte, wurde sie von ihren Eltern ermutigt, nach New York zu gehen, um dort als Schauspielerin Karriere zu machen. Sie findet dort zeitweilig Beschäftigung als Model und wird die Geliebte von Ivan Costello. Costello stellt sich als jemand heraus, der skrupellos das Geld und den Körper seiner Geliebten gebraucht, um seine eigene Karriere zu fördern.
Während Wyeth noch in New York lebt, erhält sie die Nachricht, dass ihre Mutter tot ist. Sie ist Opfer eines wahrscheinlich bewusst von ihr provozierten Autounfalls. Kurz darauf stirbt auch ihr Vater, der wertlose Schürfrechte seinem Geschäftspartner und Freund Benny Austin hinterlässt. Unter dem Einfluss des Schocks über den Tod ihrer Mutter gibt Wyeth die Schauspielerei und ihre Karriere als Model auf, trennt sich von Ivan Costello und geht gemeinsam mit Carter Lang, den sie gerade erst kennengelernt hat, nach Hollywood. Carter und sie haben eine gemeinsame Tochter, die den Namen Kate trägt. Zum Zeitpunkt von Wyeths Klinikaufenthalt ist Kate vier Jahre alt und befindet sich in einer Klinik, wo sie wegen anormaler Chemie in ihrem Gehirn behandelt wird. Aus den Worten, mit denen Wyeth ihre Tochter beschreibt und ihren regelmäßigen Besuchen in dieser Klinik lässt sich auf eine intensive Bindung von Wyeth zu ihrer behinderten Tochter schließen. Sie träumt von einem Leben, in der sie in der Lage ist, Kate aus dieser Klinik wieder herauszuholen.
Wyeth hat Affären mit anderen Männern, darunter mit Les Goodwin, einem der Hollywood-Geschäftsfreunde von ihrem Ehemann. Sie wird schwanger und vermutlich ist Les Goodwin der Vater des Kindes. Carter zwingt Wyeth dazu, das Kind abzutreiben. Die traumatische Erfahrung in einer illegalen Abtreibungsklinik lässt Wyeth verstört zurück. Nachts träumt sie von sterbenden Kindern, tagsüber fährt sie ziellos entlang der Straßen des Südens von Kalifornien. 
Sie beginnt Motels und Bars aufzusuchen, hat zufällige sexuelle Begegnungen mit zweitklassigen Schauspielern und ehemaligen Geliebten. Eine Nacht verbringt sie wegen Autodiebstahls und Drogenbesitz im Gefängnis. Allmählich entwickelt sich eine komplizierte Liebesbeziehung zwischen ihr, ihrem Ehemann BZ und seiner Frau, die damit endet, dass BZ in Marias Hotelzimmer eine Überdosis Seconal einnimmt und dann stirbt. Maria hält BZ nicht davon ab, Selbstmord zu begehen, obwohl sie weiß, was er vorhat. Nach diesem Ereignis wird sie wegen ihrer Untätigkeit in eine Anstalt eingewiesen. 

## Titel
Play it as it lays ist im Englischen eine (nicht häufig verwendete) Redewendung, dass eine Person keine andere Alternative hat als mit den Karten zu spielen, die ihr zugeteilt worden sind. Der deutsche Titel Spiel dein Spiel erfasst diese Bedeutung nicht ganz. 

## Verfilmung
Der Roman war Grundlage für den gleichnamigen US-amerikanischen Kinofilm, bei dem Frank Perry Regie führte. Das Drehbuch stammte von Joan Didion und ihrem Ehemann John Gregory Dunne. Anthony Perkins spielte in diesem Film den BZ und Tuesday Weld Maria Wyeth.
Der Film kam 1972 in die Kinos.

## Ausgaben
- Spiel dein Spiel, dt. von Margarete Eberhardt; Droemer Knaur, München, Zürich 1980, ISBN 3-426-00666-9.
- Neuübersetzung: Play It As It Lays. dt. von Antje Rávik Strubel. Ullstein, Berlin 2023. ISBN 978-3-550-20184-4.

## Einzelbelege
1. ↑  1000 Novels everyone must read: the definitive List, abgerufen am 27. Juli 2014.